# Cantón de Eu
El Cantón de Eu es una división administrativa dentro de la República Francesa, en el Distrito de Dieppe, Departamento del Sena Marítimo y la Región de la Alta Normandía.

## Demografía
Según el censo de 1999 contaba con 26.064 habitantes.

## Geografía
Es un área de agricultura, pesca, industria maderera e industria ligera (especialmente vidrio), con centro en la ciudad de Eu (Sena Marítimo). Su altitud va desde los 0 m (Villy-sur-Yères) a los 189 m (Melleville), con una altitud media de 57 metros sobre el nivel del mar.
Abarca las comunas de
- Baromesnil
- Canehan
- Criel-sur-Mer
- Cuverville-sur-Yères
- Étalondes
- Eu
- Flocques
- Incheville
- Longroy
- Melleville
- Le Mesnil-Réaume
- Millebosc
- Monchy-sur-Eu
- Ponts-et-Marais
- Saint-Martin-le-Gaillard
- Saint-Pierre-en-Val
- Saint-Rémy-Boscrocourt
- Sept-Meules
- Tocqueville-sur-Eu
- Touffreville-sur-Eu
- Le Tréport
- Villy-sur-Yères

- Datos: Q1649993